# Fliper (zespół muzyczny)
Fliper – rockowy i punkrockowy zespół z Kielc, założony w 1998 roku przez Łukasza Sobieraja, wokalistę, gitarzystę, kompozytora i autora tekstów repertuaru zespołu. Fliper w 2002 roku wydał debiutancki album Wypas. Zespół zagrał wiele koncertów na terenie kraju. Utwory singlowe z płyty Wypas pt. Kocham Cię i kocham, Angelika oraz Luzak dotarły do pierwszego miejsca na listach przebojów w  wielu rozgłośniach radiowych. Utwór Luzak dotarł między innymi do I miejsca na liście przebojów Polsatu Hitmania. Teledysk do piosenki Luzak był parodią programu Idol, cieszył się dużą popularnością i wzbudził też niemałe kontrowersje. W roku 2003 lider zespołu Łukasz Sobieraj postanowił zmienić brzmienie formacji i druga płyta pt. Róbmy swoje została nagrana bez sekcji dętej. Niedługo po tym zespół opuścili Marcin Chlebny, Bernard Zdonek i Sebastian Szczyrba. Albumowi "Róbmy swoje" towarzyszyły dwa utwory singlowe Poniedziałek i Agape. Do piosenki Agape zarejestrowany został teledysk. W latach 2004–2005 zespół intensywnie koncertował. Lata 2006 - 2007 to okres przerwy w działalności zespołu spowodowany przyczynami osobistymi. Po przerwie zespół powrócił w 2008 roku z nowym singlem "Wirtualna miłość", promowanym przez teledysk. W 2010 roku Fliper nagrał utwór singlowy pt. Ty i Ja. W tym samym roku Fliper nagrał wraz z Kabaretem Skeczów Męczących parodię z polskim tekstem do popularnego utworu What Is Love Haddaway'a pt. To nie to. Utwór odmiennie niż oryginał utrzymany jest w konwencji rockowej. Piosence towarzyszy ciekawy teledysk, w którym wykorzystana została na dużą skalę grafika komputerowa.

## Skład
- Łukasz "Łysy" Sobieraj – wokal, gitara (1998 -)
- Łukasz "Trzeci" Zapała – bębny (1998 -)
- Aleksander "Olo" Gałgowski – bas (1998 - 2012)
- Marcin "Chińczyk" Chlebny – puzon (1999 - 2001)
- Łukasz "Młody" Rakalski – puzon (2001 - 2005)
- Bernard "Benek" Zdonek – trąbka (2001 - 2005)
- Sebastian "Seba" Szczyrba - saksofon (1999 - 2004)

## Dyskografia
- Wypas (2002)
- Róbmy swoje (2003)

## Single
- Kocham Cię i kocham (2002) sł., muz.: Łukasz Sobieraj
- Angelika (2002) sł., muz.: Łukasz Sobieraj
- Luzak (2002) sł., muz.: Łukasz Sobieraj
- Poniedziałek (2003) sł., muz.: Łukasz Sobieraj
- Agape (2003) sł., muz.: Łukasz Sobieraj
- Wirtualna Miłość (2008) sł., muz.: Łukasz Sobieraj
- Ty i Ja (2010) sł., muz.: Łukasz Sobieraj
- To nie to (2010), cover/parodia utworu What Is Love Haddawaya

## Teledyski
- Kocham Cię i kocham (2002)
- Luzak (2002)
- Agape (2003)
- Wirtualna Miłość (2008)
- To nie to (2010), cover/parodia utworu What Is Love Haddawaya (wspólnie z Kabaretem Skeczów Męczących)